# 쌍용 카이런
쌍용 카이런(SsangYong Kyron)은 쌍용자동차가 2005년 6월 8일에 출시한 중형 스포츠 유틸리티 자동차로, 본래 무쏘의 후속 차종으로 개발되던 렉스턴이 상급 차종으로 데뷔함에 따라 무쏘의 새로운 후속 차종으로 개발 및 출시되었다. 
- 차명인 카이런은 '무한대'를 뜻하는 수학 용어 '카이(Kai)'와 '주자'를 뜻하는 영어 '러너(Runner)'의 합성어로, SUV 자체의 성능과 컨셉트를 뛰어넘어 세단의 편안함과 안락함까지 제공하는 크로스오버 SUV라는 의미를 담고 있다.[1]

## 1세대(D100)

### 카이런(2005년6월~2007년4월)

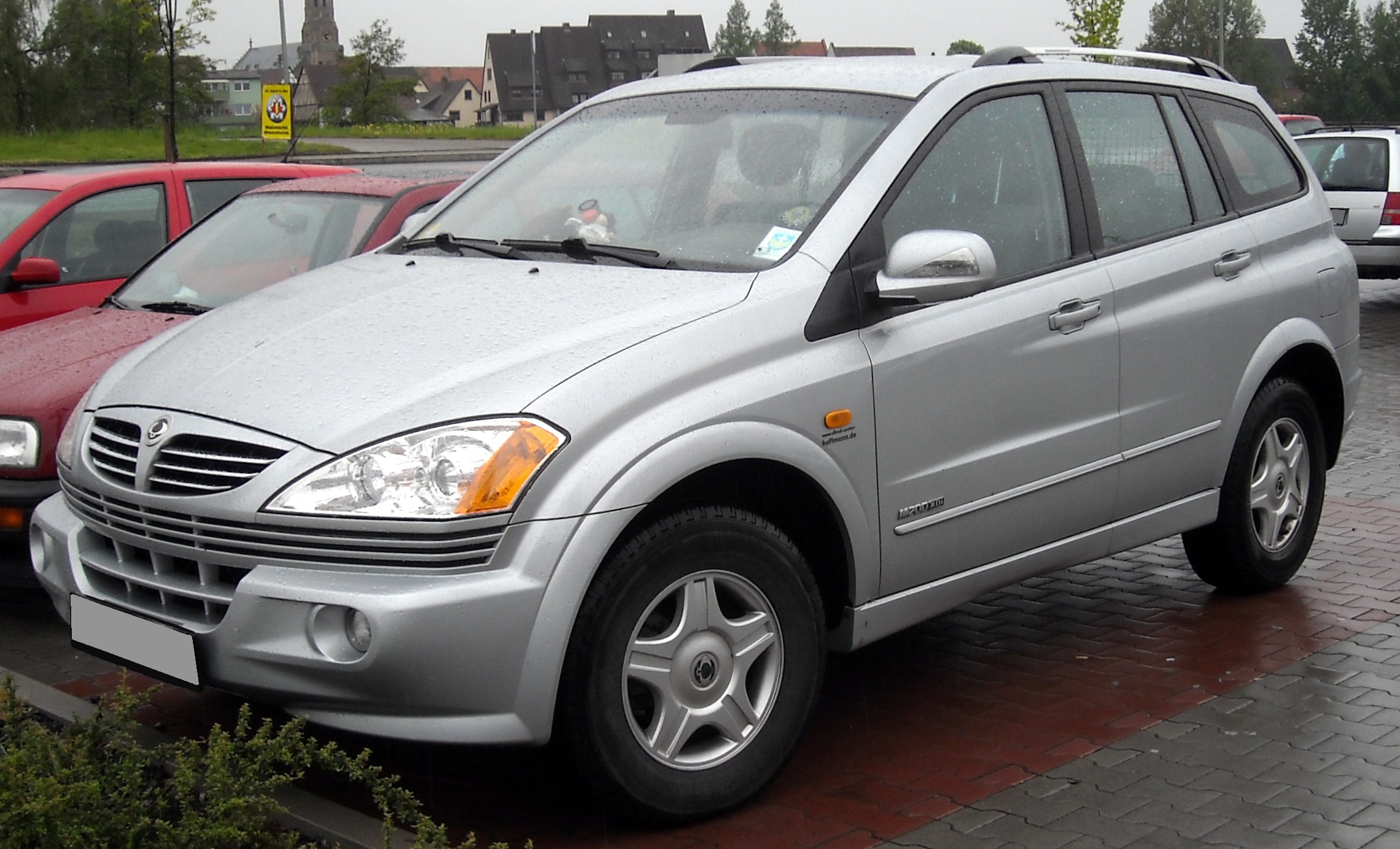
쌍용 카이런 정측면

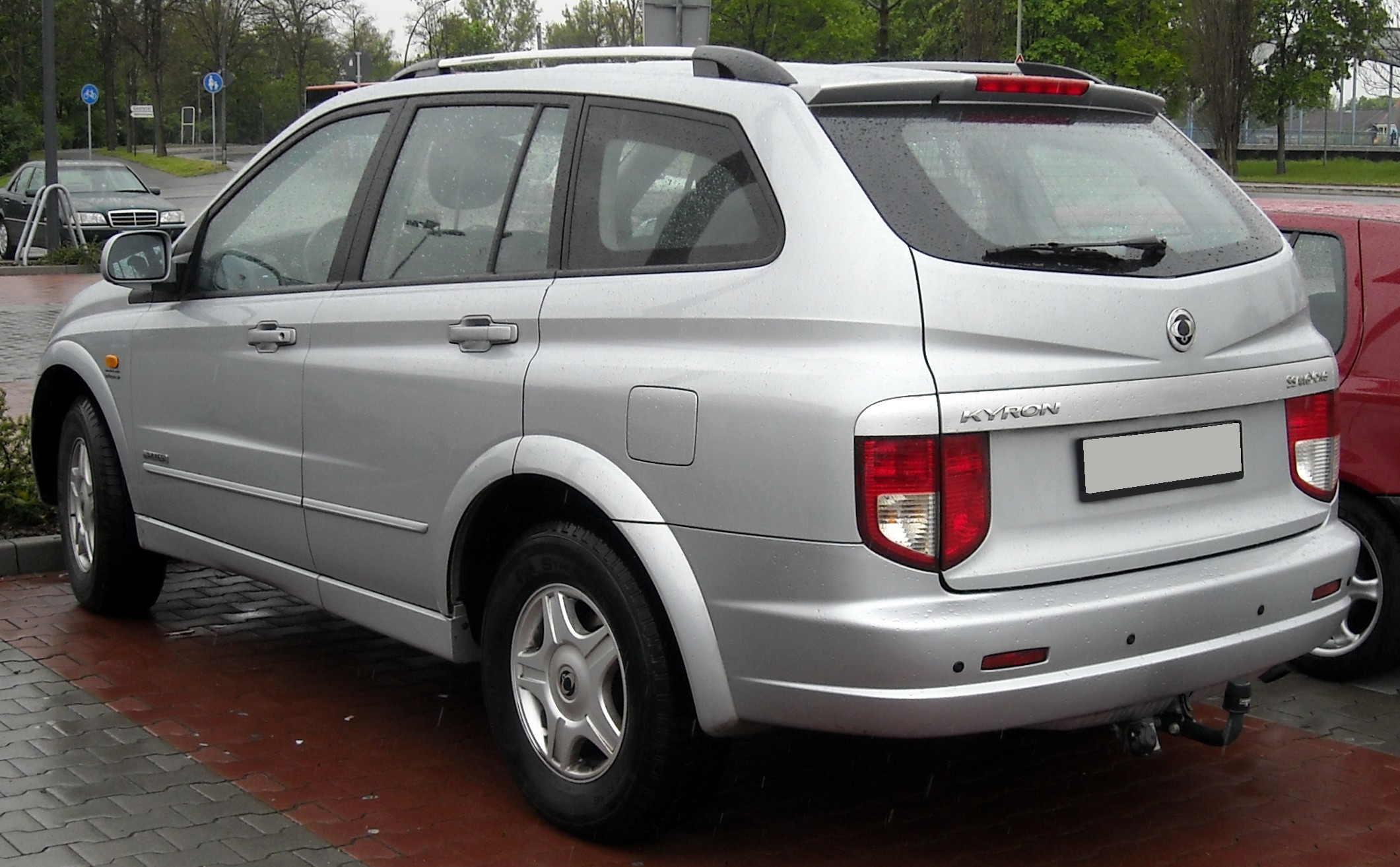
쌍용 카이런 후측면

- 무쏘의 뒤를 잇는 중형 SUV로 개발되었으며, 본래 무쏘 중형차량 의 뒤를 잇는 중형 SUV였고 마지막 생산인 무쏘 중형차량 마지막 생산 하고 마감 받고 마무리 받고 막을 내리고 마쳤고 더 이상은 무쏘 중형차량 생산 할 수 없게 되고 무쏘 중형차량 대신 카이런이 되고 첫 출시 카이런 중형차량 출시 되고 카이런이 되었다.
- 2005년 6월 카이런과 렉스턴이 같이 관계과 되었다.
- 카이런은 SUV의 역동성, 세단의 정숙성과 승차감, 쿠페의 세련된 디자인 등을 동시에 추구하였다.
- 차세대 하이드로닉 엔진 마운팅 기술을 적용하여 차량의 소음과 진동을 최소화하였으며, T-Tronic 수동 겸용 메르세데스-벤츠제 5단 자동변속기, 전자식 속도 감응형 파워 스티어링 휠(EPS) 등의 편의 사양이 대거 적용되었다.
- ESP(차량 자세 제어 장치), 커튼에어백 등과 같은 안전장치 이외에, 대한민국산 SUV 최초로 HDC(경사로 저속 주행 장치)가 적용되는 등 안전사양이 대거 적용되어 안정성을 높였다.
- 출시 당시에는 2.7 I5 XDI 4WD만 있었으나, 2005년 11월 14일에는 2.0 I4 XVT 2WD, 2.0 I4 XVT 4WD, 2.7 I5 XDI 2WD가 추가되어 선택의 폭을 넓혔다.[2]
- 2006년 9월 20일에는 2.7 I5 XDI AWD가 추가되었고, EAS(전자 제어 에어 서스펜션), EPB(전자동 파킹 브레이크), TPMS(타이어 공기압 자동 감지 시스템), 전자 제어 엔진 마운팅, 통합 오일 팬, 일체형 블랙 톤 리어 스포일러, USB 겸용 MP3 CD 플레이어 등이 신규 적용된 2007년형이 출시되었다.[3]
- 그러나 단정히 정리되지 않은 프론트 범퍼와 방패 모양의 리어 램프 등 디자인에 대한 평이 좋지 않아 출시된지 22개월 만에 페이스 리프트를 거쳤다.

- 전장(mm) : 4,660
- 전폭(mm) : 1,880
- 전고(mm) : 1,745/1,760(루프랙 적용시)
- 축거(mm) : 2,740
- 윤거(전, mm) : 1,570
- 윤거(후, mm) : 1,570
- 승차정원 : 7명
- 변속기 : 수동 5단(2.0, 2.7)/자동 5단(2.0, 2.7)
- 구동형식 : 후륜 구동/4륜 구동
- 서스펜션(전/후) : 더블 위시본/ 5링크 코일 스프링, 멀티링크

| 구분               | 2.0 I4 XVT 2WD                | 2.0 I4 XVT 4WD                | 2.7 I5 XDI 2WD                                        | 2.7 I5 XDI 4WD                                        | 2.7 I5 XDI AWD   |
| ------------------ | ----------------------------- | ----------------------------- | ----------------------------------------------------- | ----------------------------------------------------- | ---------------- |
| 연료               | 디젤                          | 디젤                          | 디젤                                                  | 디젤                                                  | 디젤             |
| 배기량(cc)         | 1,998                         | 1,998                         | 2,696                                                 | 2,696                                                 | 2,696            |
| 최고출력(ps/rpm)   | 145/4,000                     | 145/4,000                     | 170/4,000(수동 5단) 176/4,000(자동 5단)               | 170/4,000(수동 5단) 176/4,000(자동 5단)               | 176/4,000        |
| 최대토크(kg*m/rpm) | 31.6/1,800~2,750              | 31.6/1,800~2,750              | 34.7/1,800~3,250(수동 5단) 35.7/2,000~3,000(자동 5단) | 34.7/1,800~3,250(수동 5단) 35.7/2,000~3,000(자동 5단) | 35.7/2,000~3,000 |
| 연비(km/l)         | 12.8(수동 5단) 11.6(자동 5단) | 12.2(수동 5단) 11.1(자동 5단) | 12.1(수동 5단) 10.6(자동 5단)                         | 12.1(수동 5단) 10.6(자동 5단)                         | 10.2(자동 5단)   |

### 뉴 카이런(2007년4월~2011년12월)

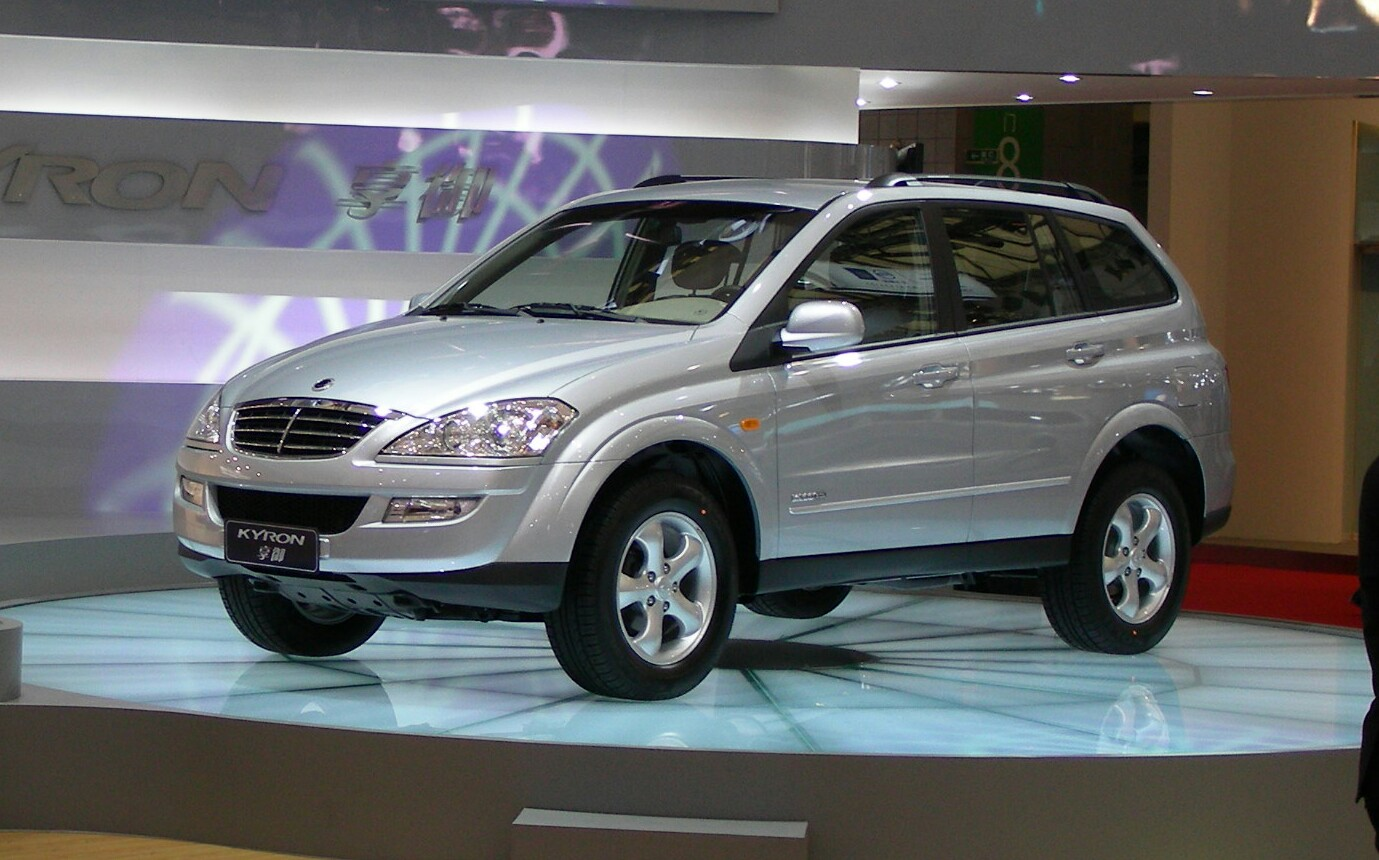
2007년 상하이 모터쇼에서 공개된 쌍용 뉴 카이런

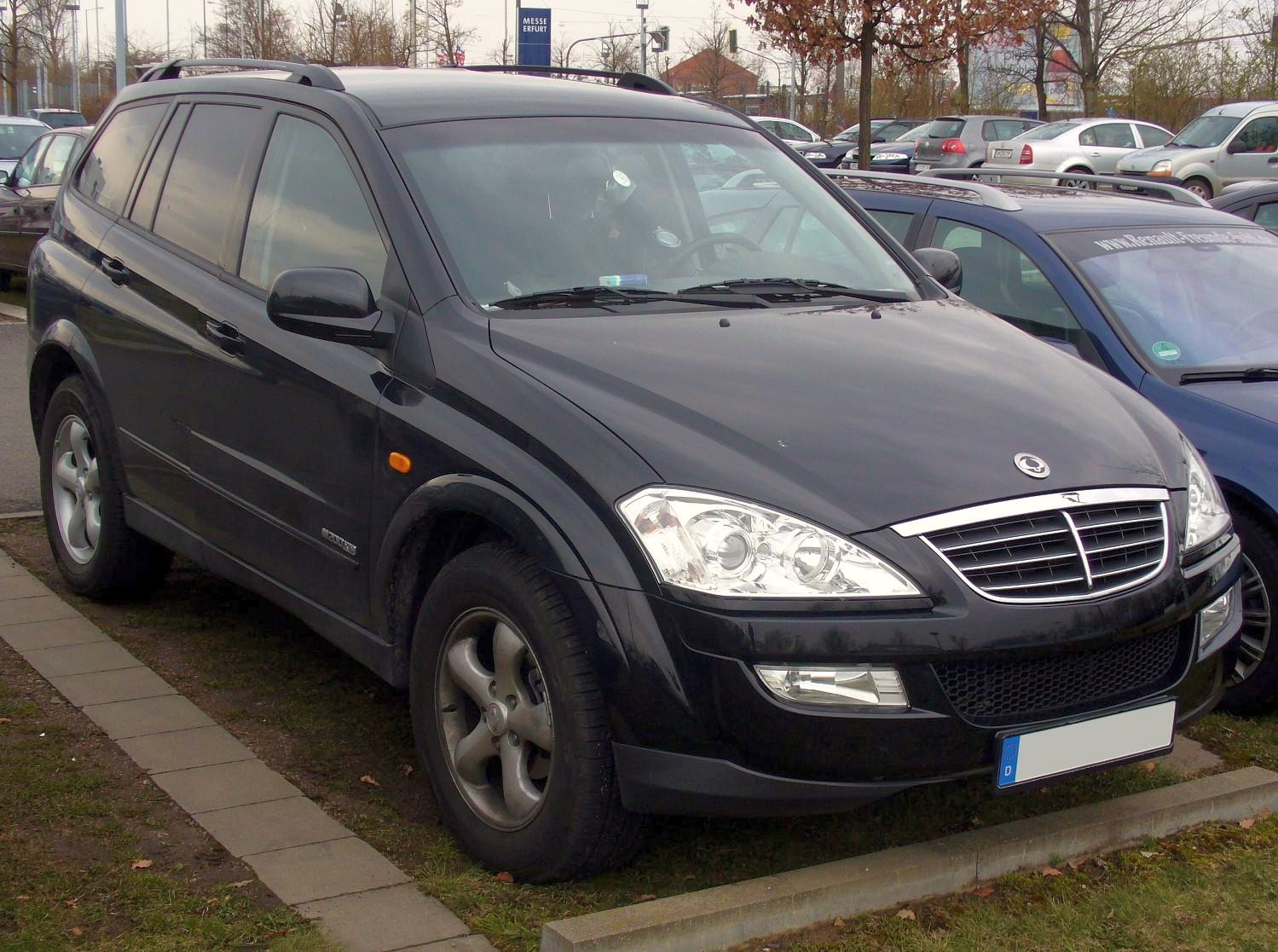
쌍용 뉴 카이런(전기형) 정측면

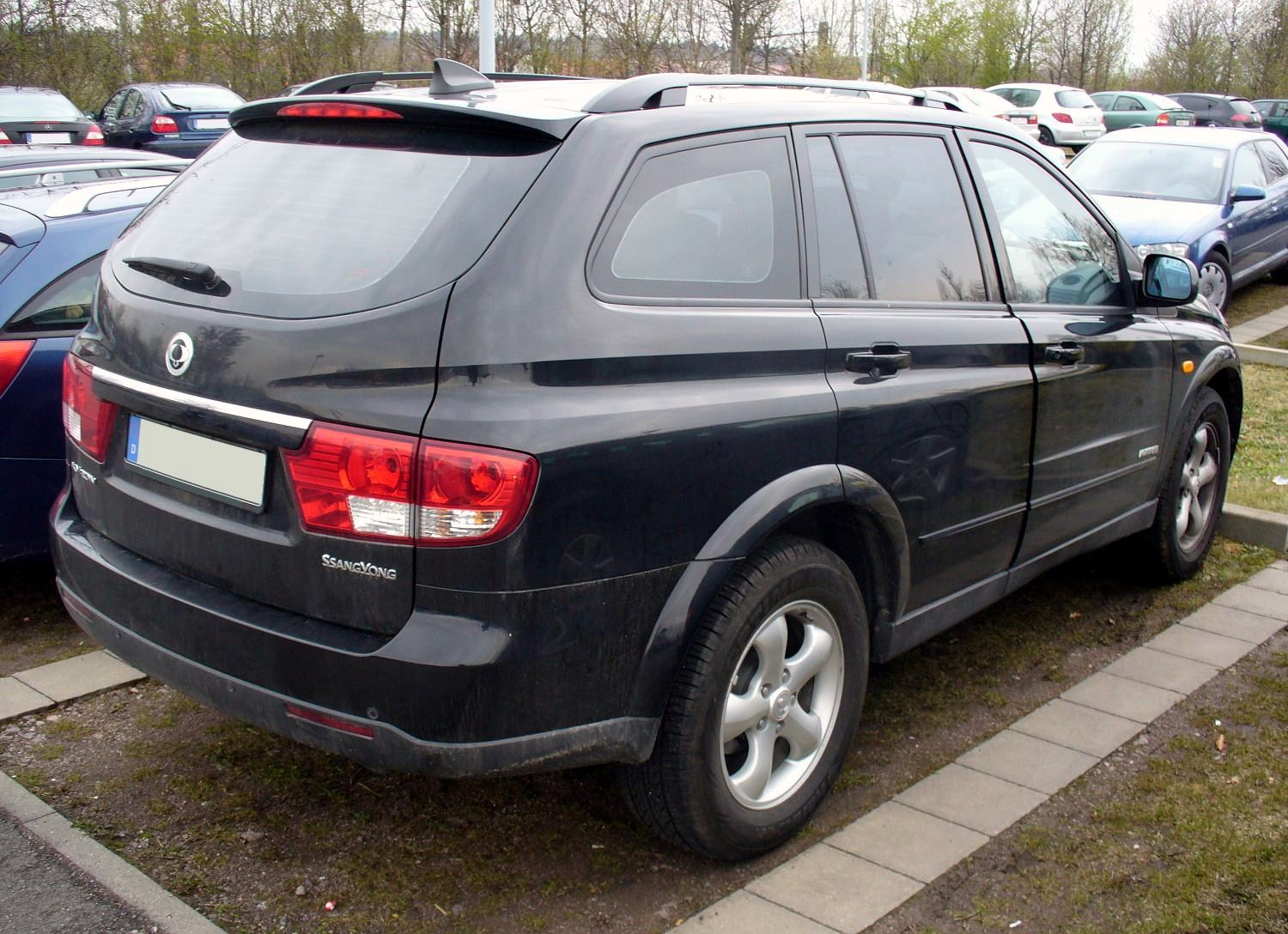
쌍용 뉴 카이런(전기형) 후측면

기존 카이런의 프론트 범퍼와 리어 램프를 크게 개선하는 것을 위주로 한 페이스 리프트를 거쳐 2007년에 개최된 서울 모터쇼에 처음 공개되어 같은 해 4월 5일에 출시되었다. 같은 해 12월 17일에는 3열 시트가 삭제되고, 러기지 트레이가 설치된 5인승이 추가된 2008년형이 출시되었다. 2008년 7월에는 모든 모델이 저공해 자동차 인증을 받고, 2.0 I4 XVT에 6단 자동변속기를 새로 조합한 2009년형이 출시되었다. 2009년형부터는 수동변속기가 수출용만 적용되었다. 2010년 1월 4일에는 브라운 색상의 인테리어가 적용된 브라운 에디션이 선보이는 등 상품성 유지 및 경쟁력 강화를 꾀하였다. 그러나 2010년 8월에 슈퍼 렉스턴에 2.0 I4 XVT 엔진이 탑재되어 갑작스런 간섭 현상으로 인해 판매량이 급감하게 되어 같은 해에 12월에 5인승 모델이 단종되었고, 이듬 해인 2011년 12월에는 새로운 배기 가스 규제를 충족시키지 못하여 결국 7인승 모델 역시 현대 싼타페 더 스타일, 기아 쏘렌토 R, 쉐보레 캡티바 등에 밀려 대한민국에서는 렉스턴과 통합되는 형식으로 단종되었다. 그러나 수출용으로는 렉스턴W, 액티언과 함께 병행 생산되다가 2015년부터 2021년 1월까지는 중국에서만 판매하였다. 이후 쌍용 토레스가 빈자리를 대신하였다.

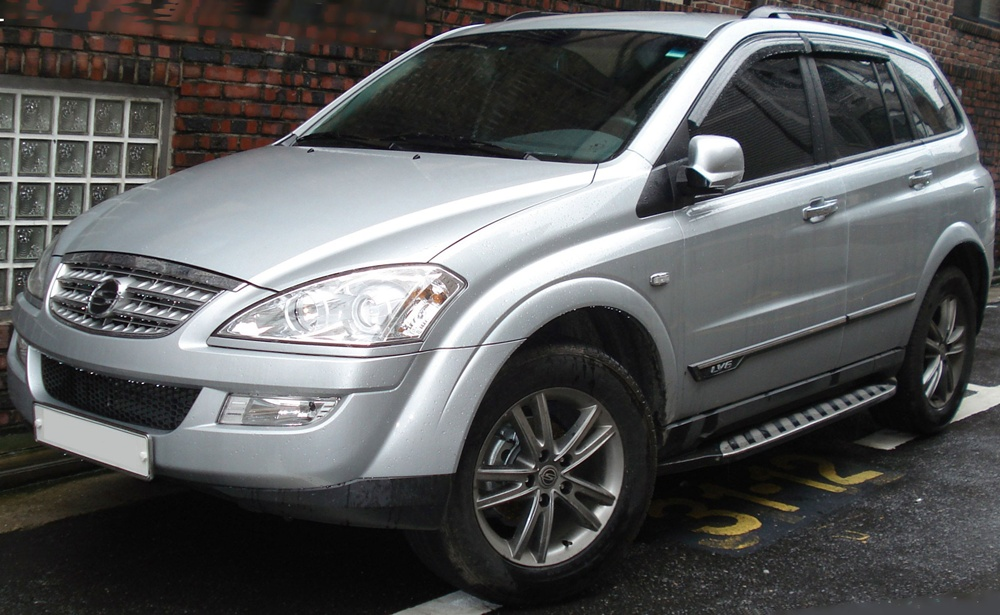
쌍용 뉴 카이런(후기형) 정측면
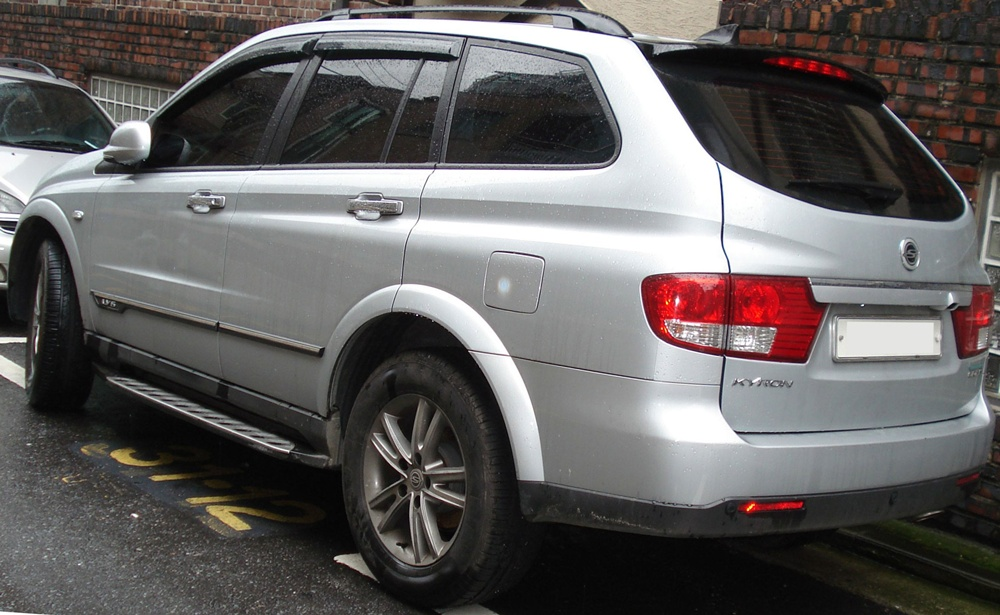
쌍용 뉴 카이런(후기형) 후측면

- 전장(mm) : 4,710
- 전폭(mm) : 1,890
- 전고(mm) : 1,750/1,765(루프랙 적용시)
- 축거(mm) : 2,740
- 윤거(전, mm) : 1,570
- 윤거(후, mm) : 1,570
- 승차정원 : 5명/7명
- 변속기 : 수동 5단(2.0, 2.7)/자동 5단(2.0, 2.7)/자동 6단(2.0)
- 구동형식 : 후륜 구동/4륜 구동
- 서스펜션(전/후) : 더블 위시본/ 5링크 코일 스프링, 멀티링크

| 구분               | 2.0 I4 XVT 2WD                                                                                   | 2.0 I4 XVT 4WD                                                                                   | 2.7 I5 XDI 2WD                                                              | 2.7 I5 XDI 4WD                                                              | 2.7 I5 XDI AWD                                          |
| ------------------ | ------------------------------------------------------------------------------------------------ | ------------------------------------------------------------------------------------------------ | --------------------------------------------------------------------------- | --------------------------------------------------------------------------- | ------------------------------------------------------- |
| 연료               | 디젤                                                                                             | 디젤                                                                                             | 디젤                                                                        | 디젤                                                                        | 디젤                                                    |
| 배기량(cc)         | 1,998                                                                                            | 1,998                                                                                            | 2,696                                                                       | 2,696                                                                       | 2,696                                                   |
| 최고출력(ps/rpm)   | 145/4,000(수동 5단) 151/4,000(자동 5단) (이후 148/4,000(자동 6단)으로 변경)                      | 145/4,000(수동 5단) 151/4,000(자동 5단) (이후 148/4,000(자동 6단)으로 변경)                      | 170/4,000(수동 5단) 176/4,000(자동 5단) (이후 172/4,000(자동 5단)으로 변경) | 170/4,000(수동 5단) 176/4,000(자동 5단) (이후 172/4,000(자동 5단)으로 변경) | 176/4,000(자동 5단) (이후 172/4,000(자동 5단)으로 변경) |
| 최대토크(kg*m/rpm) | 31.6/1,800~2,750(수동 5단) 33.7/2,000~2,500(자동 5단) (이후 33.7/2,000~2,500(자동 6단)으로 변경) | 31.6/1,800~2,750(수동 5단) 33.7/2,000~2,500(자동 5단) (이후 33.7/2,000~2,500(자동 6단)으로 변경) | 34.7/1,800~3,250(수동 5단) 35.7/2,000~3,000(자동 5단)                       | 34.7/1,800~3,250(수동 5단) 35.7/2,000~3,000(자동 5단)                       | 35.7/2,000~3,000                                        |
| 연비(km/l)         | 12.8(수동 5단) 11.6(자동 5단) (이후 11.2(자동 6단)로 변경)                                       | 12.2(수동 5단) 11.1(자동 5단) (이후 11.2(자동 6단)로 변경)                                       | 12.1(수동 5단) 10.6(자동 5단) (이후 10.7(자동 5단)로 변경)                  | 12.1(수동 5단) 10.6(자동 5단) (이후 10.7(자동 5단)로 변경)                  | 10.2(자동 5단) (이후 10.6(자동 5단)로 변경)             |

## 라인업
카이런
- EV5, LV5, LV7, Hyper

뉴 카이런
- LV5, LV6, LV6 Brown Edition, LV7, Hyper

## 미디어 속의 카이런

### 드라마
- 그녀가 돌아왔다에서는 정민재(김남진 분)의 차량으로 카이런 LV7(단청색)이 등장하였다.
- 하늘이시여에서는 구왕모(이태곤 분)의 차량으로 카이런 하이퍼(상아색)가 등장하였다.